# Гладкий Володимир Павлович
Володимир Павлович Гладкий (псевдо: «Донський», «Токар»; нар. м. Бібрка, нині Львівський район, Львівська область — пом. 1 червня 1952, с. Верхня, Войнилівський район, Станіславська область) — український військовик, хорунжий УПА.

## Життєпис
Народився в м. Бібрка. Навчався в гімназії. У 1941 р. вступив на ветеринарне відділення Львівського медичного університету. Під час навчання став членом ОУН.
У лютому 1944 р. направлений у складі групи 35 студентів на вишкіл у СШ «Олені», після закінчення в липні у званні булавного під псевдо «Донський» направлений вишкільником до сотні «Лебеді» командира «Шума» і входив до її командного складу. Брав участь у переможних боях сотні біля с. Сокіл (залишив спогад «Засідка під Соколом») і біля с. Глибоке.
У травні 1945 року переведений до ТВ-23 «Магура» ВО 4 «Говерля» командиром відділу 85 «Бистриця». Наказом від 16.07.1946 підвищений до ступеня хорунжого з датою старшинства від 22.01.1946. У червні 1946 р. «Донський» скерований до командного складу ТВ-23 «Магура». Влітку 1947 р. за наказом командування проводив демобілізацію відділів УПА.
В серпні 1947 р. пройшов двотижневий вишкіл у референтурі пропаганди Карпатського краю ОУН і до травня 1948 р. працював у складі Калуського окружного проводу ОУН. У травні 1948 р. пройшов вишкіл у референтурі пропаганди Карпатського краю ОУН, виконував обов'язки керівника господарчого відділу референтури. У травні 1949 р. призначений на пост Жидачівського надрайонного провідника ОУН під псевдо «Токар».
Загинув 1 червня 1952 року біля с. Верхня Войнилівського району Станіславської області від рук завербованих МДБ колишніх кур'єрів лінії зв'язку між Калуським окружним і Карпатським Крайовим проводами ОУН.
На місці загибелі 28 липня 2022 року встановлено величний пам'ятний хрест Володимиру Гладкому.

## Звання
- Булавний (липень 1944);
- Хорунжий (22.01.1946);